# Ofício dos mestres e mestras da cultura popular no Pará
O mestre e a mestra da cultura popular, mestre e a mestra dos saberes e fazeres culturais, é uma designação dada a uma pessoa física que possui notório conhecimento da da cultura popular, que tenha longo tempo em atividade, aclamada como referência em sua comunidade, e que repasse o conhecimento. Estes fazem parte da existência e da continuidade das manifestações populares e tradições.
"O futuro é ancestral. É preciso refazer os passos dos que vieram antes, conhecer a história do seu próprio lugar, saber onde tudo começou e quem guarda a raiz da nossa identidade, para que com nossos braços possamos proteger essas memórias e com nossas pernas criar novos caminhos." - Bianca Levy
No Brasil, a Constituição Federal do Brasil (1988) informa o reconhecimento do patrimônio cultural imaterial via instrumentos de proteção (registros e inventários) e, entre os bens culturais que podem ser salvaguardados, está o saber tradicional dos mestres/mestras da cultura popular.

## Os Mestres de Carimbó
Como exemplo, pode-se citar os Mestres de Carimbó, que tiveram o seu fazer declarado como Patrimônio Cultural e Imaterial Brasileiro pelo Instituto do Patrimônio Histórico e Artístico Nacional (IPHAN) no dia 11 de setembro de 2014, após um longo processo de pesquisa, que resultou no Inventário Nacional de Referências Culturais (INRC) do Carimbó, que  é um instrumento de preservação que identifica as diversas manifestações culturais e bens de interesse de preservação.
O Carimbó é uma manifestação cultural que reúne práticas sociais festivas e religiosas, incorporadas no cotidiano das populações interioranas do Pará, sendo resultado da fusão de influências das culturas indígena e negra. A roda de carimbó é um espaço de celebrações religiosas e espirituais, referência artística e local de trabalho. Os participantes do carimbó são chamados de carimbozeiros e a dança reproduz movimentos realizados por pescadores ou agricultores das regiões.

## Os Mestres de Capoeira
Mestre de Capoeira que tiveram o seu conhecimento e o ofício reconhecido legalmente, sendo assim identificados pelo inventário. No dossiê do inventário da Roda de Capoeira e do Ofício dos Mestres de Capoeira a comunidade fez uma solicitação, articularem os saberes tradicionais desta prática cultural nos ambientes universitários e, também solicitam a outorga do título de Doutor Honoris Causa aos mestres capoeiristas que contribuíram para construção essa manifestação.

## Incentivos aos Mestres
Em setembro de 2023, foi lançado o "Prêmio Culturas Populares e Tradicionais Mestre Lucindo" parte do "Edital de Premiação Cultura Viva "Sérgio Mamberti", em alusão as contribuições culturais e sociais de Mestre Lucindo, promovido pelo "Ministério da Cultura do Brasi"l via "Secretaria da Cidadania e Diversidade Cultural".